# Геррліберг
Геррліберг (нім. Herrliberg) — громада в Швейцарії в кантоні Цюрих, округ Майлен.

## Географія
Громада розташована на відстані близько 100 км на північний схід від Берна, 12 км на південний схід від Цюриха.
Геррліберг має площу 9 км², з яких на 23,4% дозволяється будівництво (житлове та будівництво доріг), 52,2% використовуються в сільськогосподарських цілях, 23,6% зайнято лісами, 0,8% не є продуктивними (річки, льодовики або гори).

## Демографія
2019 року в громаді мешкало 6460 осіб (+6,2% порівняно з 2010 роком), іноземців було 22,4%. Густота населення становила 719 осіб/км².
За віковим діапазоном населення розподілялося таким чином: 20,6% — особи молодші 20 років, 58% — особи у віці 20—64 років, 21,4% — особи у віці 65 років та старші. Було 2777 помешкань (у середньому 2,3 особи в помешканні).
Із загальної кількості 1413 працюючих 47 було зайнятих в первинному секторі, 118 — в обробній промисловості, 1248 — в галузі послуг.